# Thraupis abbas
La tangara aliamarilla (en Honduras y Costa Rica) (Thraupis abbas), también denominada tángara ala amarilla o tangara alas amarillas (en México), tángara aliamarilla (en Nicaragua), carbonero (en Honduras) o azulejo buscahigo, es una especie de ave paseriforme de la familia Thraupidae, perteneciente al  género Thraupis. Es nativa de México y de Centroamérica.

## Distribución y hábitat
Se distribuye desde el noreste de México (Veracruz y el extremo sur de San Luis Potosí) a lo largo de la vertiente del Golfo por la península de Yucatán, hacia el sur por la vertiente caribeña por Belice,  tierras bajas de Guatemala, Honduras hasta Nicaragua; y por la vertiente del Pacífico desde el estado mexicano de Chiapas, por El Salvador, hasta Honduras. Desde octubre de 2010 también ha sido registrado en Los Chiles, norte de Costa Rica.
Como otros miembros del género Thraupis, la tangara aliamarilla habita en bosques tropicales húmedos. Es también visitante de jardines, huertos y campos de cultivo; hasta los 1600 m de altitud.

## Descripción
Los adultos miden entre 15 y 17 cm de longitud. No hay gran dimorfismo sexual. Son de cabeza y cuello color morado pálido, cuerpo oliváceo opaco, con manchas oscuras y azules en la espalda. Las alas y la cola son negruzcas, y en las alas hay manchas amarillas brillantes. El pico y las patas son negros. Los juveniles no tienen tonos azules ni morados, sino son de color verde olivo.

## Comportamiento
Se alimenta de insectos, frutos y néctar. Forma grupos de hasta 50 individuos. Construyen un pequeño nido en forma de cuenco de fibras vegetales, hojas y musgo, donde la hembra pone tres huevos grises con manchas pardas.

## Sistemática

### Descripción original
La especie T. abbas fue descrita por primera vez por el naturalista alemán Wilhelm Deppe en 1830 bajo el nombre científico Tanagra abbas; su localidad tipo es: «Jalapa, Veracruz, México».

### Etimología
El nombre genérico femenino Thraupis proviene de la palabra griega «θραυπίς thraupis»: pequeño pájaro desconocido mencionado por Aristóteles, tal vez algún tipo de pinzón (en ornitología thraupis significa «tangara»); y el nombre de la especie «abbas» del latín que significa «abad».

### Taxonomía
Los amplios estudios filogenéticos recientes demuestran que la presente especie es hermana del par formado por Thraupis palmarum y Thraupis ornata.
Es monotípica. Algunas clasificaciones como Aves del Mundo (HBW), Birdlife International (BLI) colocan a la presente especie en el género Tangara, como Tangara abbas.